# CUPS
Common UNIX Printing System, ett portabelt ramverk för utskrifter och printerhantering för Unix och Unixliknande operativsystem som utvecklas av Apple.
CUPS använder Internet Printing Protocol för att hantera skrivarköer och jobb. Andra tekniker för skrivarhantering som Line Printer Daemon, Server Message Block och JetDirect stöds också i varierande grad.
CUPS är fri programvara och är licensierad under GNU GPL.